# Calliphora peruviana
Calliphora peruviana är en tvåvingeart som beskrevs av Robineau-desvoidy 1830. Calliphora peruviana ingår i släktet Calliphora och familjen spyflugor. Inga underarter finns listade i Catalogue of Life.